# Frans-West-Afrikaanse frank
De Frans-West-Afrikaanse frank was de munteenheid van Frans West-Afrika. De Franse frank circuleerde, samen met verschillende bankbiljetten uit 1903 en munten uit 1944. In 1945 werd hij vervangen door de CFA-frank.

## Munten
In 1944 werden aluminiumbronsmunten van 50 centime en 1 frank uitgegeven. Dit waren de enige munten die vóór de introductie van de CFA-frank werden geslagen.

## Bankbiljetten
De Banque de l'Afrique Occidentale begon met de uitgifte van bankbiljetten in 1903. Dat jaar werden bankbiljetten van 100 frank geïntroduceerd, gevolgd door 5 frank in 1904, 500 frank in 1912, 25 frank in 1917, 1000 frank in 1919 en 50 frank in 1920. bankbiljetten werden geïntroduceerd in 1943. In 1944 gaf de regering bankbiljetten uit voor 50 centimes en 1 en 2 frank. De bankbiljetten van de Banque de l'Afrique Occidentale bleven in omloop na de introductie van de CFA-frank.